# مصطفى العدواني
مصطفى العدواني (1946-14 ديسمبر 2006)، هو أحد أبرز الممثلين التونسيين. شارك في عدد كبير من المسرحيات، المسلسلات التلفزيونية والأفلام التونسية. من أبرز الأفلام التي شارك فيها ريح السد (1986)، عصفور السطح (1990)، بزناس (1992)، صيف حلق الوادي (1996)، الأمير (2004)، وآخرها باب العرش سنة 2004. أسند إليه الرئيس السابق زين العابدين بن علي الصنف الثالث من وسام الاستحقاق بعنوان القطاع الثقافي سنة 2003.

## فيلموغرافيا

### الأعمال السينمائية
- 1982 : إذا كنت أجمل مني فسوف تموت لفيليب كلار (ضيف شرف).
- 1984 : لم نرى من أين دخلت؟ لفيليب كلار (ضيف شرف).
- 1986 : ريح السد لالنوري بوزيد بدور عامر.
- 1990 : عصفور السطح لفريد بوغدير بدور سي عزوز.
- 1992 : بزناس للنوري بوزيد بدور الكوميسار.
- 1992 : سلطان المدينة لالمنصف ذويب (ضيف شرف).
- 1993 : تريب ناش تونس لبيتر جودل (فيلم ألماني) بدور مالك.
- 1993 : سرة العالم لآريال زيتون بدور مختار.
- 1996 : صيف حلق الواد لفريد بوغدير بدور يوسف.
- 1997 : العيش في الجنة لبورلام غارديو بدور بلڨاسم.
- 1999 : ضحك خارج عن النطاق (فيلم قصير) لإبراهيم اللطيف بدور المترجم.
- 2000 : خطأ فولتير لعبد اللطيف كشيش بدور مصطفى.
- 2002 : الكتبية لنوفل صاحب الطابع (ضيف شرف).
- 2002 : صندوق عجب لرضا الباهي (ضيف شرف).
- 2004 : الأمير لمحمد الزرن بدور علي.
- 2004 : باب العرش لمختار العجيمي (ضيف شرف).

### الأعمال التلفزية

#### المسلسلات
- 1980 : المفتش يقود التحقيق لجون بول رو ومارك بافو ولوك جودوفي وجي ساجيس وجون بيار باريزيان وآرمون ريدال وآدي ناكا وكاريل بروكوب وبيار كافاسيلاس (ضيف شرف).
- 1981 : الجذع الهندي الجديد لإيميليو بالديلي وبيار لويس تيفوني (ضيف شرف).
- 1983 : الرجل من السويس لكريستيان جاك (ضيف شرف).
- 1991 : الصديق جوليان لغابور كولتاي (ضيف شرف).
- 1994 : أمواج لعلي بن عرفة وعلي منصور وصلاح الدين الصيد وعزيز عبد القادر بدور فريد.
- 1998 : حكم الأيام لعبد القادر الجربي وفرج سلامة وصلاح الدين شلبي بدور الطاهر.
- 2000 : يازهرة يا خيالي لعبد القادر الجربي ومصطفى العدواني ورضا القحام وآدم فتحي بدور سالم.
- 2002 : شمس وظلال لعز الدين الحرباوي (ضيف شرف).
- 2003 : دروب المواجهة لعبد القادر الجربي وعبد القادر بالحاج نصر بدور الفاضل.

#### الأفلام التلفزية
- 1994 : رحلة عمل قاتلة (فيلم ألماني) لإدريس الشرايبي وراي مولير.
- 1995 : ماكسيم وواندا : الرجل المجهول لفرانسوا دوبون ميدي.
- 1998 : كنز دمشق لخوسي ماريا سانشيس (فيلم إيطالي).
- 2002 : طلاق إنشاء للمنصف ذويب بدور الدكتور حمزة.

## روابط خارجية
- مصطفى العدواني على موقع IMDb (الإنجليزية)
- مصطفى العدواني على موقع قاعدة بيانات الأفلام العربية
- مصطفى العدواني على موقع ألو سيني (الفرنسية)
- مصطفى العدواني على موقع أول موفي (الإنجليزية)
- مصطفى العدواني على موقع قاعدة بيانات الأفلام السويدية (السويدية)
- مصطفى العدواني على موقع قاعدة بيانات الفيلم (الإنجليزية)
- مصطفى العدواني على موقع كينوبويسك (الروسية)